# استراحتگاه براندو
براندو (به انگلیسی: The Brando) یک استراحتگاه با مالکیت خصوصی در آب‌سنگ حلقوی یا (خوست) تِتی آروآ واقع در جزایر بادگیر از مجمع الجزایر انجمن در پلی‌نزی فرانسه است. این استراحتگاه که دارای یک فرودگاه است، یک مجتمع تفریحی و استراحتی مجهز به استخر و سونا می‌باشد و با استانداردهای دوستدار محیط زیست سازگار است در جزیره خرد مرجانی (موُتو) اونه تاهی احداث شده است. این مجتمع تفریحی دارای ۸۰ پرسنل می‌باشد. در سال ۱۹۶۶ تِتی آروآ در طی یک قرار داد اجاره دراز مدت ۹۹ ساله در اختیار بازیگر معروف مارلون براندو و خانواده وی قرار دارد. نشریه گردشگری لوکس کوندی نست(به انگلیسی: Condé Nast Traveller)، این تفرجگاه را با "زیبایی بکر و دست نخورده"، "و با رنگ‌های عجیب و غریب" توصیف نموده است.

## راه‌های سفر

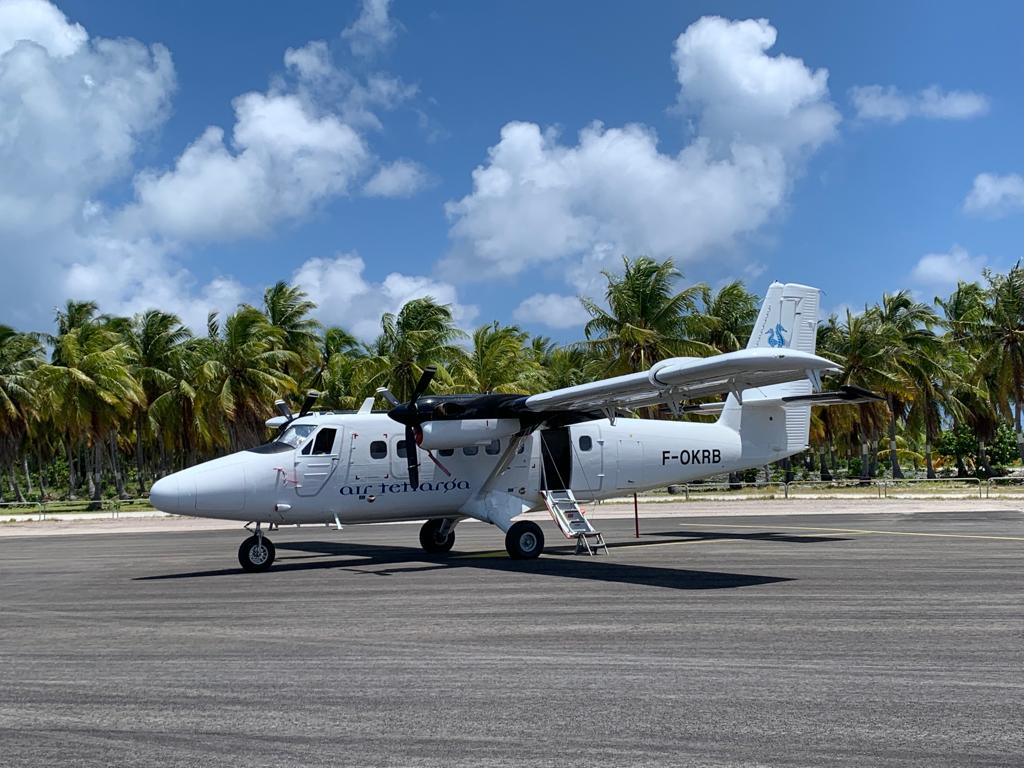
یک فروند دی‌اچ‌سی-۶ توئین اوتر متعلق به ایر تتی آروآ.

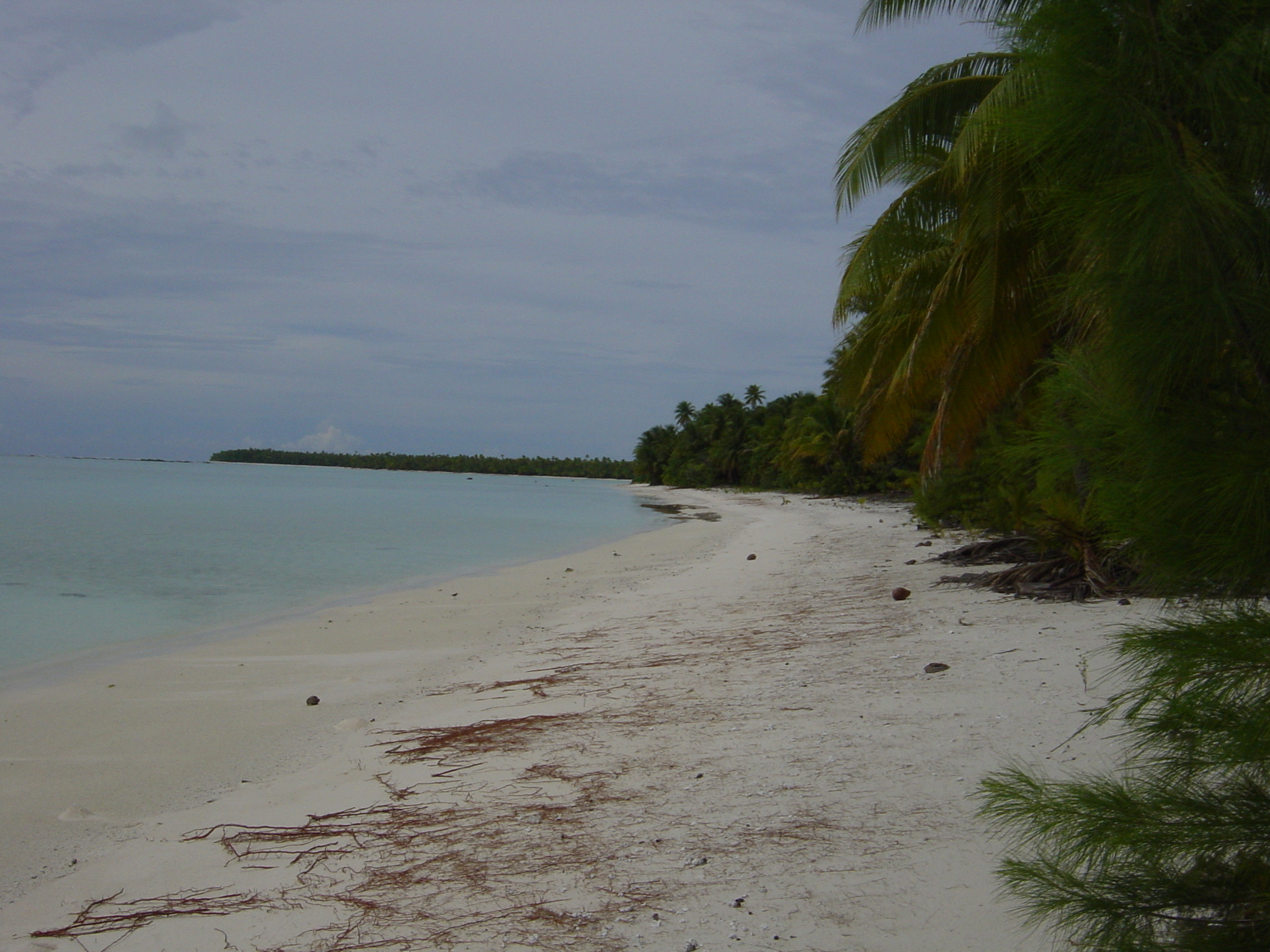
اونه تاهی

تنها راه برای مسافرت به استراجتگاه براندو، از طریق هوایی و با خط هواپیمایی ایر تِتی آروآ می‌باشد. خط هوایی مذکور خصوصی و دارای خدمات چارتر بوده و بین تاهیتی و تِتی آروآ پرواز می‌نماید. پروازهای خروجی این خط هوایی از فرودگاه بین‌المللی فاآ در تاهیتی، از طریق یک ترمینال خصوصی انجام می‌شود.
نرخ بلیط پروازهای ایر تِتی آروآ به استراحتگاه براندو بنا بر فصل‌های عادی یا پربازدید، متغیر بوده و نوسان دارد.